# Robert Herrmann
Pour les articles homonymes, voir Herrmann.
Robert Herrmann, né le 17 mars 1955 à Strasbourg (Bas-Rhin), est un homme politique français.
Membre du Parti socialiste, il était jusqu'au 15 juillet 2020 président de l'Eurométropole de Strasbourg et adjoint au maire de Strasbourg chargé de la sécurité. Il s'est aujourd'hui retiré de la vie politique strasbourgeoise.

## Biographie
Robert Herrmann commence sa carrière dans le privé.
Élu en 1989 au sein de l’exécutif de la ville de Strasbourg, il est adjoint au maire chargé des sports durant les deux mandats de Catherine Trautmann, entre 1989 à 2001. Il est également, de 1989 à 1995, conseiller communautaire délégué aux sports puis, de 1995 à 2001, vice-président de la communauté urbaine de Strasbourg chargé des sports.
En 2001, il est élu conseiller général du canton de Strasbourg-1. Il est réélu en 2008. Le 02 janvier 2015 il annonce qu'il ne se représentera pas aux élections départementales de mars 2015 pour se consacrer à la présidence de l'Eurométropole de Strasbourg. Le binôme composé par Mathieu Cahn (PS) et Suzanne Kempf (PS) le remplace dans le nouveau Conseil Départemental du Bas-Rhin.
Au conseil municipal de Strasbourg, il siège de 2001 à 2008, dans l'opposition après la victoire de la droite (RPR-UDF, puis UMP) aux municipales.
En 2008, il est élu sur la liste de Roland Ries et devient premier adjoint chargé de la coordination de la municipalité et de la démocratie locale. À la communauté urbaine, il est vice-président délégué à la gestion du personnel et chargé de la coordination des politiques communautaires sur les espaces publics. Dans le cadre de ses fonctions, il coordonne pour Strasbourg et sa communauté urbaine le sommet franco-allemand de l’OTAN en avril 2009. Il pilote également l’événement « Strasbourg, capitale de Noël » et le Christkindelsmärik qui attire chaque année près de 2 millions de visiteurs.
Il devient à la même époque président de l’Agence de développement et d'urbanisme de l'agglomération strasbourgeoise (ADEUS) et membre de l’Eurodistrict franco-allemand Strasbourg-Ortenau. En tant que président, il impulse la reconfiguration des missions de l’ADEUS dans une perspective de construction d’une métropole transfrontalière durable intégrant les besoins à venir en particulier en termes de déplacements. Il est également membre et trésorier de la fédération nationale des agences d’urbanisme.
En raison de son expérience et de son action à Strasbourg, il est nommé président de la commission démocratie locale de l’association des maires des grandes villes de France. Sur le même sujet, dans le cadre d’un travail d’échanges et de réflexion conjointe avec plusieurs collectivités au niveau international, Robert Herrmann rencontre les maires de Gérone, Malaga, Saint-Sébastien, Québec et Montréal.
En 2013, alors que ses relations avec Roland Ries paraissent de plus en plus tendues, Robert Hermann semble décidé à présenter sa candidature pour devenir maire de Strasbourg et publie un « livre programme » où il s'oppose entre autres à l'objectif de Roland Ries de réduire considérablement la place des déplacements en voiture. Il renonce finalement contre la promesse d'être soutenu par le maire sortant pour présider la communauté urbaine en cas de victoire aux élections. En avril 2014, à l'issue des élections municipales à Strasbourg, gagnées par la liste conduite par Roland Ries, et dans le reste de l'agglomération, un duel serré est d'abord envisagé entre Robert Herrmann et Yves Bur (Maire LR de Lingolsheim) mais un accord est finalement trouvé pour une gouvernance partagé et Robert Hermann est élu le 11 avril 2014.
Le 15 mars 2017, il est élu à l’unanimité vice-président au bureau et au conseil d’orientation de la Mission Opérationnelle Transfrontalière (MOT) lors de son assemblée générale à Belval. Il est également président de l'Agence de développement et d'urbanisme de l'agglomération strasbourgeoise - ADEUS.
Le 18 juin 2019, il annonce qu'il n'est pas candidat aux élections municipales de 2020 et qu'il se retire de la vie politique à la fin de son mandat comme président de l'Eurométropole de Strasbourg. Préférant un poste de consultant au sein de la foncière Frey.

## Action politique et gouvernance
Dans le cadre de son mandat de président de la CUS, Robert Herrmann doit gérer le passage de la communauté urbaine au statut d'Eurométropole le 1er janvier 2015, suivi de l’extension de cette dernière en janvier 2017 aux communes de l’ancienne Communauté de communes des Chateaux. Face à l'ampleur de cette tâche qu'il juge "enthousiasmante", il renonce à briguer en parallèle un nouveau mandat de conseiller général du canton de Strasbourg-1 aux élections départementales de Mars 2015. L’extension de l’Eurométropole de Strasbourg en janvier 2017 provoque un renouvellement de l’exécutif communautaire. Grâce à la confiance acquise auprès des maires des communes et des élus strasbourgeois, il est largement réélu à la présidence de l’Eurométropole.
Partisan d'une transformation profonde de l'organisation des mobilités au sein de l'Eurométropole afin de diminuer la pollution de l'air et de fluidifier la circulation, il s'engage dans le soutien au projet autoroutier du GCO (Grand Contournement Ouest de Strasbourg) contesté dans certaines localités du Kochersberg et dans les rangs des écologistes, et engage la collectivité dans un Grenelle des Mobilités ambitieux. Ce projet politique majeur doit permettre à terme de créer un parc urbain sur l'actuelle A35 coupant Strasbourg en deux, ainsi que de nouveaux modes de déplacements tels que le transports à la demande et le covoiturage rémunéré.
Face aux difficultés financières rencontrées par l’Eurométropole, il se montre aussi partisan de l’externalisation de plusieurs missions qui n’ont pas de rapport direct avec les usagers des services publics, que ce soit pour assurer des tâches de gardiennage et de nettoyage dans les écoles ou encore dans les piscines.
Cet effort budgétaire permet à l’Eurométropole de maintenir la stabilité fiscale et de conserver des marges d’investissement importantes pour financer des projets utiles au territoire. Ce faisant, il poursuit ainsi la politique d'économies qu'il avait commencée en 2013, lorsqu'il avait œuvré (au titre de vice-président de la CUS délégué à la gestion du personnel) à la suppression de plusieurs avantages pour les agents, accusés d'être absentéistes et de bénéficier de congés excessifs par la Chambre Régionale des Comptes.
Robert Herrmann s’inscrit donc dans une ligne réformiste et pragmatique, ouverte vers les autres formations politiques, telle qu’il l’a mise en œuvre à travers la gouvernance originale qu’il préside à l’Eurométropole. Sa gouvernance aura notamment permis à l’Eurométropole d’investir massivement dans les domaines de la recherche, de l’innovation et des nouvelles économies, permettant la création de plus de 10 000 emplois nets en trois ans et des chiffres records dans la création d’entreprises, ainsi que dans la mise en œuvre d’un nouveau plan climat permettant de lutter contre le réchauffement climatique. Un bilan politique récemment salué par le magazine hebdomadaire Le Point, qui plaçait en juin 2019 l’Eurométropole de Strasbourg comme la métropole la plus attractive de France .

## Distinction
Le 1er janvier 2017, il est promu au grade de chevalier de la Légion d'honneur, il choisit de se faire remettre celle-ci par le préfet Stéphane Fratacci, préfet de la région Grand Est, préfet de la zone de défense et de sécurité Est, préfet du Bas-Rhin.

### Publications
- Strasbourg en tête : Stratégies à partager, éditions Hermann, Paris, septembre 2013, 210 p.  (ISBN 978-2-7056-8721-2).